# En försvunnen värld (film, 1925)
En försvunnen värld (engelska: The Lost World) är en amerikansk äventyrs-science-fiction-film från 1925, i regi av Harry O. Hoyt. Filmen bygger på sir Arthur Conan Doyles bok med samma namn från 1912, och handlar om en brittisk upptäcktsresa till en oupptäckt bergsplatå fylld med förhistoriska dinosaurier.
Filmen tog 7 år att skapa[källa behövs] då den innehåller flera revolutionerande specialeffekter av typen stop motion-animation för alla olika dinosaurier. Animeringen sköttes av Willis O'Brien som senare bland annat kom att göra stop motion-animationen för monstren i filmen King Kong från 1933.

## Handling
Filmen handlar om en professor som får höra om en oupptäckt bergsplatå fylld med förhistoriska dinosaurier under en resa till Sydamerika. När ingen tror på påståendet hemma i Storbritannien bestämmer sig professorn för att göra en upptäcktsresa med syftet att hitta och bekräfta bergsplatån. De upptäcktsresande hittar slutligen platån men väl där blir de övermannade av alla förhistoriska monster och otäcka ting, varigenom berättelsen förvandlas till en kamp om överlevnad.
För att inte komma hem tomhänt utan bevis för upptäckten lyckas de upptäcktsresande överlevande i slutändan fånga in en långhalsad sauropod som de sedan skeppar till London. I filmens slutliga dramatiska höjdpunkt lyckas sauropoden ta sig ur sin inhägnad och börjar löpa amok på Londons gator.

## Rollista i urval
- Arthur Conan Doyle - sig själv
- Bessie Love - Paula White
- Lewis Stone - Sir John Roxton
- Lloyd Hughes - Edward Malone
- Wallace Beery - Professor Challenger
- Arthur Hoyt - Professor Summerlee
- Alma Bennett - Gladys Hungerford
- Virginia Browne Faire - Marquette
- Bull Montana - Apman/Gomez
- Francis Finch-Smiles - Austin
- Jules Cowes - Zambo
- Margerette McWade - Mrs. Challenger
- George Bunny - Colin McArdle
- Charles Wellesley - Major Hibbard
- Nelson MacDowell - advokat